# Graham Bond
Graham John Clifton Bond (Essex, Inglaterra, 28 de outubro de 1937 — Londres, Inglaterra, 8 de maio de 1974) foi um músico britânico, cantor, organista e saxofonista.
Uma importante e subestimada figura do R&B britânico, Graham tocou com Ginger Baker e Jack Bruce antes deles formarem o Cream. Mais tarde fundou as bandas Graham Bond Organisation e The Magick, além de participar do grupo Ginger Baker's Air Force. Em 8 de maio de 1974, comete suicídio ao se jogar na frente de um trem de metrô de Piccadilly line, na estação de metrô de Finsbury Park, Londres, após ter sido acusado de ter relações sexuais com sua enteada. Suspeita-se que o músico, que contava com 36 anos de idade na época, possa ter sido assassinado.

## Discografia
- 1964 Live at Klooks Kleek
- 1965 The Sound of 65
- 1965 There's a Bond Between Us
- 1969 Love Is the Law
- 1969 Mighty Grahame Bond
- 1970 Solid Bond
- 1970 Holy Magick
- 1971 Bond in America
- 1971 We Put Our Magick on You
- 1972 This Is Graham Bond
- 1972 Two Heads Are Better Than One
- 1984 Graham Bond Organization